# Tantonville
Tantonville is een gemeente in het Franse departement Meurthe-et-Moselle (regio Grand Est) en telt 629 inwoners (2004). De plaats maakt deel uit van het arrondissement Nancy.

## Geografie
De oppervlakte van Tantonville bedraagt 8,1 km², de bevolkingsdichtheid is 77,7 inwoners per km².
De onderstaande kaart toont de ligging van Tantonville met de belangrijkste infrastructuur en aangrenzende gemeenten.

## Demografie
Onderstaande figuur toont het verloop van het inwonertal (bron: INSEE-tellingen).